# Fleurance
Fleurance (okzitanisch Florença) ist eine französische Gemeinde mit 6130 Einwohnern (Stand 1. Januar 2022) im Département Gers in der Region Okzitanien; sie gehört zum Arrondissement Condom und zum Kanton Fleurance-Lomagne.

## Geografie
Die als Bastide gegründete mittelalterliche Stadt liegt am Gers im Armagnac, im Herzen der ehemaligen Provinz Gascogne. Der Name Fleurance ist eine Anlehnung an die italienische Stadt Florenz. Es gibt in der Region weitere solche Anlehnungen an seinerzeit europaweit bedeutende Städte, wie zum Beispiel Geaune (Genua), Pavie (Pavia), Miélan (Mailand), Barcelonne (Barcelona), Cologne (Köln) oder Plaisance (Piacenza).
Nachbargemeinden von Fleurance sind Castelnau-d’Arbieu im Norden, Urdens im Nordosten, Brugnens im Osten, Céran und Lalanne im Südosten, Montestruc-sur-Gers im Süden, Préchac und Réjaumont im Südwesten, Sainte-Radegonde im Westen und Pauilhac im Norden.

## Bevölkerungsentwicklung
| Jahr      | 1962 | 1968 | 1975 | 1982 | 1990 | 1999 | 2007 | 2018 |
| Einwohner | 4279 | 5174 | 5816 | 6088 | 6368 | 6273 | 6255 | 5982 |

## Sehenswürdigkeiten
- Kirche Saint-Laurent oder Notre Dame et Saint Jean-Baptiste (1208–1406)
- Kirche Notre Dame de Fleurance

## Persönlichkeiten
- André Jean Dandouau (1874–1924), Schullehrer, Ethnologe, Amateurfotograf und Sachbuchautor
- Maurice Mességué (1921–2017), Pflanzenheilkundler und Autor
- Jean-André Emmerich (* 1949), Boxsportler